# Красный Кристалл
Красный Кристалл — одна из трёх эмблем Международного движения Красного Креста и Красного Полумесяца.
Международное Движение имело две общепризнанные эмблемы — красный крест и красный полумесяц. Национальное общество Израиля отказывалось применять эти символы, считая их религиозными, и использовало Красный щит Давида. Поэтому, в качестве нейтрального в отношении религий и государственной принадлежности, решили ввести ещё одну эмблему — Красный кристалл — красный квадрат на белом фоне. Эта эмблема используется наравне с красным крестом и красным полумесяцем.
Принятие этого символа позволило Израилю войти в Международное Движение Красного Креста и Красного Полумесяца, а специалисты из Израиля теперь могут оказывать медицинскую и гуманитарную помощь по всему миру, используя эмблему красного кристалла и под защитой международных законов.
В Движение Красного Креста и Красного Полумесяца входят 186 национальных обществ, Международный Комитет Красного Креста и Международная Федерация. На 29-й Международной конференции Красного Креста и Красного Полумесяца, которая проходила в 2006 году, дополнительная эмблема принята большинством в две трети голосов.

## Изображения
- Красный Крест
- Красный Полумесяц
- Эмблема МаДА